# Tiro esportivo nos Jogos Pan-Americanos de 2023 - Skeet misto por equipes
A competição do skeet misto por equipes do tiro esportivo nos Jogos Pan-Americanos de 2023 foi disputada em 23 de outubro de 2023 no Polígono de Tiro, em Pudahuel. Um total de 24 atiradores de 9 Comitês Olímpicos Nacionais (CON) participaram do evento.

## Calendário
Horário local (UTC−3).
| Data          | Hora  | Fase                |
| ------------- | ----- | ------------------- |
| 23 de outubro | 9:30  | Qualificatória      |
| 23 de outubro | 13:00 | Disputa pelo bronze |
| 23 de outubro | 13:35 | Final               |

## Medalhistas
| Ouro   | USA Vincent Hancock e Dania Vizzi      |
| Prata  | MEX Luis Gallardo e Gabriela Rodríguez |
| Bronze | USA Dustan Taylor e Austen Smith       |

## Resultados

### Qualificatória
O primeiro e o segundo colocados avançam para a disputa pela medalha de ouro, enquanto o terceiro e quarto colocados avançam para a disputa pela medalha de bronze.
| Pos. | Atiradores                              | CON                                 | 1  | 2  | 3  | Total | Notas |
| ---- | --------------------------------------- | ----------------------------------- | -- | -- | -- | ----- | ----- |
| 1    | Vincent Hancock Dania Vizzi             | USA Estados Unidos                  | 47 | 48 | 49 | 144   | QO    |
| 2    | Luis Gallardo Gabriela Rodríguez        | MEX México                          | 45 | 49 | 49 | 143   | QO    |
| 3    | Dustan Taylor Austen Smith              | USA Estados Unidos                  | 47 | 45 | 50 | 142   | QB    |
| 4    | Héctor Flores Francisca Crovetto        | CHI Chile                           | 48 | 44 | 43 | 135   | QB    |
| 5    | Santiago Romero Emily Padilla           | EAI Equipe de Atletas Independentes | 46 | 43 | 44 | 133   |       |
| 6    | Trysten Curran-Routledge Madeleine Boyd | CAN Canadá                          | 45 | 47 | 41 | 133   |       |
| 7    | Carlos Segovia Anabel Molina García     | MEX México                          | 44 | 44 | 44 | 132   |       |
| 8    | Nicolás Pacheco Daniella Borda          | PER Peru                            | 45 | 43 | 44 | 132   |       |
| 9    | Jorge Atalah Josefa Rodríguez           | CHI Chile                           | 42 | 45 | 44 | 131   |       |
| 10   | Luis Bermúdez III Paola Bermúdez        | PUR Porto Rico                      | 42 | 43 | 45 | 130   |       |
| 11   | Michael Maskell Michelle Elliot         | BAR Barbados                        | 40 | 43 | 43 | 126   |       |
| 12   | Renato Portela Geórgia Furquim          | BRA Brasil                          | 44 | 39 | 43 | 126   |       |

### Finais

#### Disputa pelo bronze
| Pos.              | Atiradores                       | CON                | Total | Notas |
| ----------------- | -------------------------------- | ------------------ | ----- | ----- |
| Medalha de bronze | Dustan Taylor Austen Smith       | USA Estados Unidos | 37    |       |
| 4                 | Héctor Flores Francisca Crovetto | CHI Chile          | 36    |       |

#### Disputa pelo ouro
| Pos.             | Atiradores                       | CON                | Total | Notas |
| ---------------- | -------------------------------- | ------------------ | ----- | ----- |
| Medalha de ouro  | Vincent Hancock Dania Vizzi      | USA Estados Unidos | 41    |       |
| Medalha de prata | Luis Gallardo Gabriela Rodríguez | MEX México         | 39    |       |